# Terapia w sieci

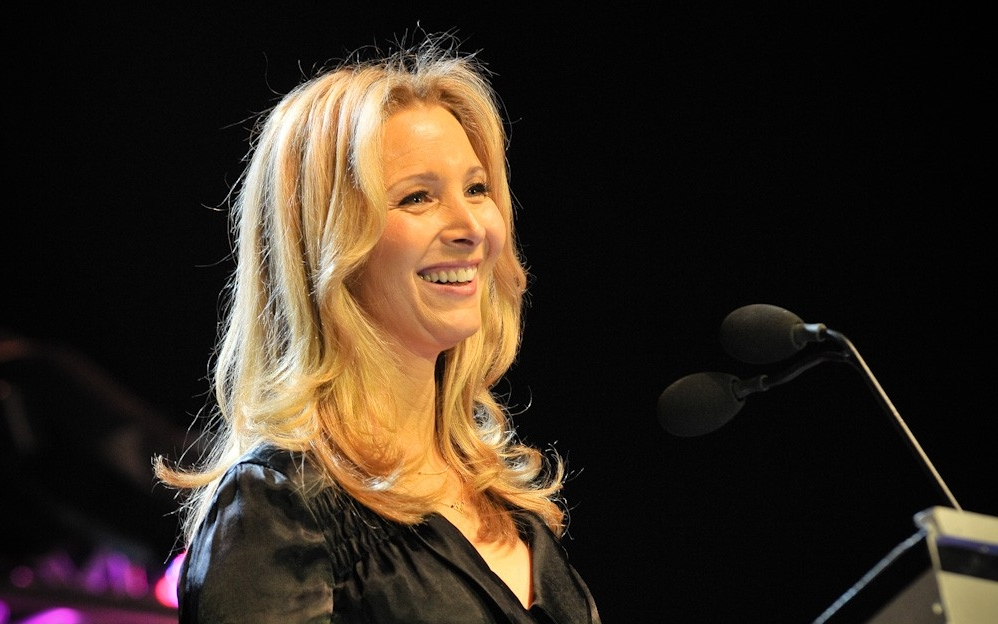
Współtwórczyni serialu Lisa Kudrow, wcielająca się także w główną rolę dr. Fiony Wallice.

Terapia w sieci (ang. Web Therapy, 2011-2015) – amerykański serial komediowy nadawany przez stację Showtime począwszy od 19 lipca 2011 roku, a w Polsce od 7 stycznia 2014 roku na antenie HBO Comedy. Zrealizowano trzy sezony serialu, w sumie trzydzieści jeden odcinków. W 2012 serial nominowano do nagrody Emmy w kategorii Outstanding Special Class − Short-Format Live-Action Entertainment Programs. Web Therapy oparty jest na serialu internetowym o tym samym tytule.

11 sierpnia 2015 roku stacja Showtime anulowała serial

## Opis fabuły
Psychoterapeutka Fiona Wallice, zmęczona długimi sesjami z wiecznie żalącymi się na własne życie pacjentami, przenosi swoją działalność do wirtualnego świata. Otwiera własną stronę internetową, za pośrednictwem której planuje kontynuować terapie − tym razem mające trwać po trzy minuty.

## Obsada
- Lisa Kudrow jako dr. Fiona Wallice
- Dan Bucatinsky jako Jerome Sokoloff
- Victor Garber jako Kip Wallice
- Lily Tomlin jako Putsy Hodge
- Jennifer Elise Cox jako Gina Spinks
- Tim Bagley jako Richard Pratt
- Julie Claire jako Robin Griner
- Michael McDonald jako Ben Tomlund
- Rashida Jones jako Hayley Feldman-Tate
- Alan Cumming jako Austen Clarke

### Role gościnne
- Meryl Streep jako Camilla Bowner (sezon 2.)
- Rosie O’Donnell jako Maxine DeMaine (sezon 2.)
- Meg Ryan jako Karen Sharpe (sezon 3.)
- Courteney Cox jako Serena Duvall (sezon 1.)
- Jane Lynch jako Claire Dudek (sezon 1.)
- David Schwimmer jako Newell Miller (sezon 3.)
- Steve Carell jako Jackson Pickett (sezon 3.)
- Megan Mullally jako Franny Marshall (sezon 3.)
- Steven Weber jako Robert Lachman (sezon 1.)
- Darren Criss jako Augie Sayles (sezon 3.)
- Sara Gilbert jako Sylvie Frank (sezon 3.)
- Billy Crystal jako Garreth Pink (sezon 3.)
- Minnie Driver jako Allegra Favreau (sezon 2.)
- Conan O’Brien jako on sam (sezon 2.)
- Matt LeBlanc jako Nick Jericho (sezon 3.)